# Oncorhynchus clarkii clarkii
A truta-salmonada (Oncorhynchus clarkii clarkii) é um peixe eurialino do género Oncorhynchus, sendo uma subespécie da truta e membro da família dos salmonídeos. Os exemplares de truta-salmonada são encontrados pelo noroeste do Oceano Pacífico, desde a região central do Alasca até o norte da Califórnia, mas também foi introduzida pelos humanos em rios e lagos do leste da América do Norte..
A truta-salmonada não apresenta espinhos em suas barbatanas; a cor do corpo varia, geralmente entre verde escuro e azul verde nas costas, verde oliva nas laterais e prateado na barriga; círculos sob a linha lateral, mais numerosos na parte da frente e irregulares no dorso; a tampa das brânquias é rosada; os exemplares capturados no mar ou transferidos para rios recentemente possuem a barriga prateada azulada e as laterais em cor amarelada.